# Teupin Kuyun
Teupin Kuyun is een bestuurslaag in het regentschap Aceh Utara van de provincie Atjeh, Indonesië. Teupin Kuyun telt 1027 inwoners (volkstelling 2010).